# Norman Douglas
George Norman Douglas (Thüringen, 8 december 1868 - Capri, 7 februari 1952) was een Schots schrijver. Het meeste succes oogstte hij met zijn roman “Zuidenwind” (“South Wind”) uit 1917, over een fictief eiland aan de Italiaanse kust. 
Bekendheid genoot Douglas ook vanwege zijn flamboyante levensstijl. Al jong genoot hij een aanzienlijke reputatie als aankomend geleerde, bohemien en diplomaat in Sint- Petersburg. Vanwege een schandaal (verhouding met een getrouwde vrouw) moest hij Rusland halsoverkop verlaten, zoals hij later uit Engeland moest vluchten (verhoudingen met mannen) en ten slotte bijna geen Europees land meer in kwam (verhoudingen met jonge jongens en meisjes). Omringd door talloze vrienden woonde hij jarenlang op Capri. Tot het eind van zijn leven zou hij beroemd en berucht blijven vanwege zijn intolerantie, zijn vriendelijkheid, zijn volstrekte eigenzinnigheid. 
In Nederland verscheen zijn autobiografie “Terugblik” (1933) in de reeks Privé-domein.